# Rhodocolea nobilis
Rhodocolea nobilis là một loài thực vật có hoa trong họ Chùm ớt. Loài này được Baill. miêu tả khoa học đầu tiên năm 1887.